# Vestas

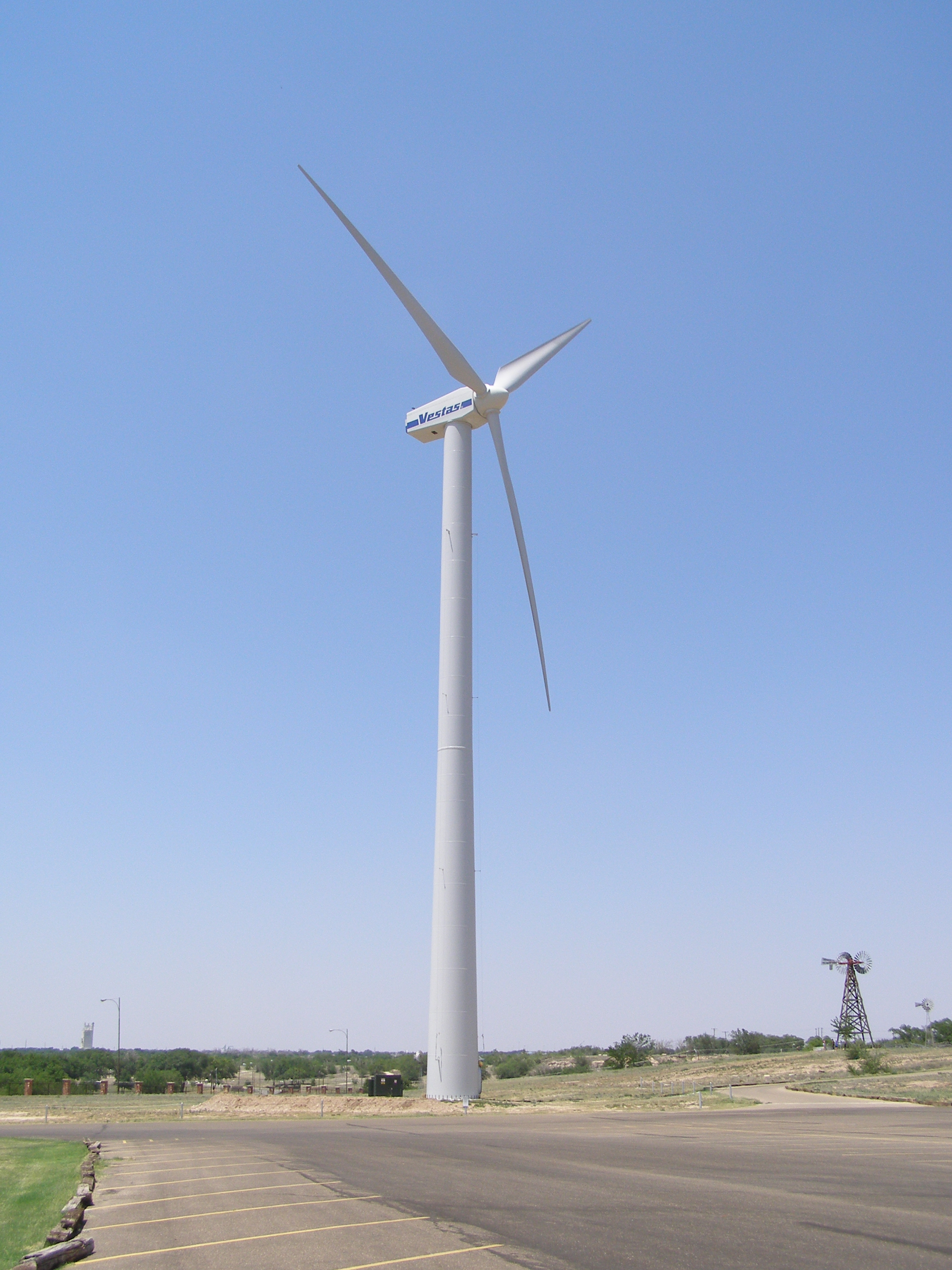
Turbină eoliană Vestas V47-660kW din cadrul muzeului American Wind Power Center din Lubbock, Texas

Vestas este o companie daneză producătoare de turbine eoliene.
Vestas este liderul mondial al tehnologiei pentru parcuri eoliene, cu afaceri de peste 6 miliarde de euro în 2009.
Compania este prezentă în 65 de țări și are 20.000 de angajați la nivel internațional.
Până în prezent, compania a instalat în total 41.000 de turbine eoliene.
Proiectul de investiții Vestas România SCADA nu este o companie proprie și se află sub coordonarea Vestas System S/A.  Vestas România SCADA - Filială Vestas Systems S/A. 
Vestas România (vestasromania.com) - proiect SCADA digitalizat coordonat sub licențierea Vestas Estonia OU.